# Янг, Эшли
Э́шли Са́ймон Янг (англ. Ashley Simon Young; род. 9 июля 1985[…], Стивенидж, Хартфордшир) — английский футболист, выступающий на позициях вингера и крайнего защитника. Игрок клуба «Ипсвич Таун». Янг — воспитанник «Уотфорда», с 2007 по 2011 и с 2021 по 2023 годы он выступал за «Астон Виллу», с 2011 по 2020 годы — за «Манчестер Юнайтед», с 2020 по 2021 годы — за итальянский «Интернационале», с 2023 по 2025 годы — за «Эвертон». Также выступал за национальную сборную Англии, сыграв за неё 39 матчей.

## Клубная карьера

### «Уотфорд»
Эшли Янг забил в своём дебютном матче за основной состав «Уотфорда» в сентябре 2003 года, выйдя на замену в матче против «Миллуолла». В сезоне 2003/04 он пять раз выходил на замену и забил три мяча, а также дебютировал в стартовом составе своего клуба в матче Кубка Футбольной лиги. В следующем сезоне Янг стал регулярно играть за основу своего клуба, сыграв в 34 матчах чемпионата. Несмотря на то, что он не забил ни одного мяча в этом сезоне, ему вручили клубную награду «Молодой игрок сезона».
В сезоне 2005/06 под руководством Эйди Бутройда Янг стал играть на позиции нападающего. В 41 матче чемпионата он забил 15 мячей, включая гол в полуфинале плей-офф в ворота «Кристал Пэлас». В финале плей-офф «Уотфорд» разгромил «Лидс Юнайтед» со счётом 3:0 и вышел в Премьер-лигу.
Янг уверенно начал сезон 2006/07 в Премьер-лиге, забив 3 мяча в начале чемпионата, включая гол с дальней дистанции в ворота «Фулхэма» на последних минутах. В январское трансферное окно 2007 года от трёх клубов поступило предложение о приобретении Янга за £5 млн. «Уотфорд» отказался от этих предложений, а также от поступившего 12 января предложения в £7 млн (клубы, проявлявшие интерес в приобретении Янга, не назывались).
После этого поступило улучшенное предложение в размере £10 млн со стороны «Вест Хэма», которое было принято «Уотфордом». Однако сам Янг отказался от этого перехода, так как «молотки» находились в зоне вылета из Премьер-лиги.

### «Астон Вилла»

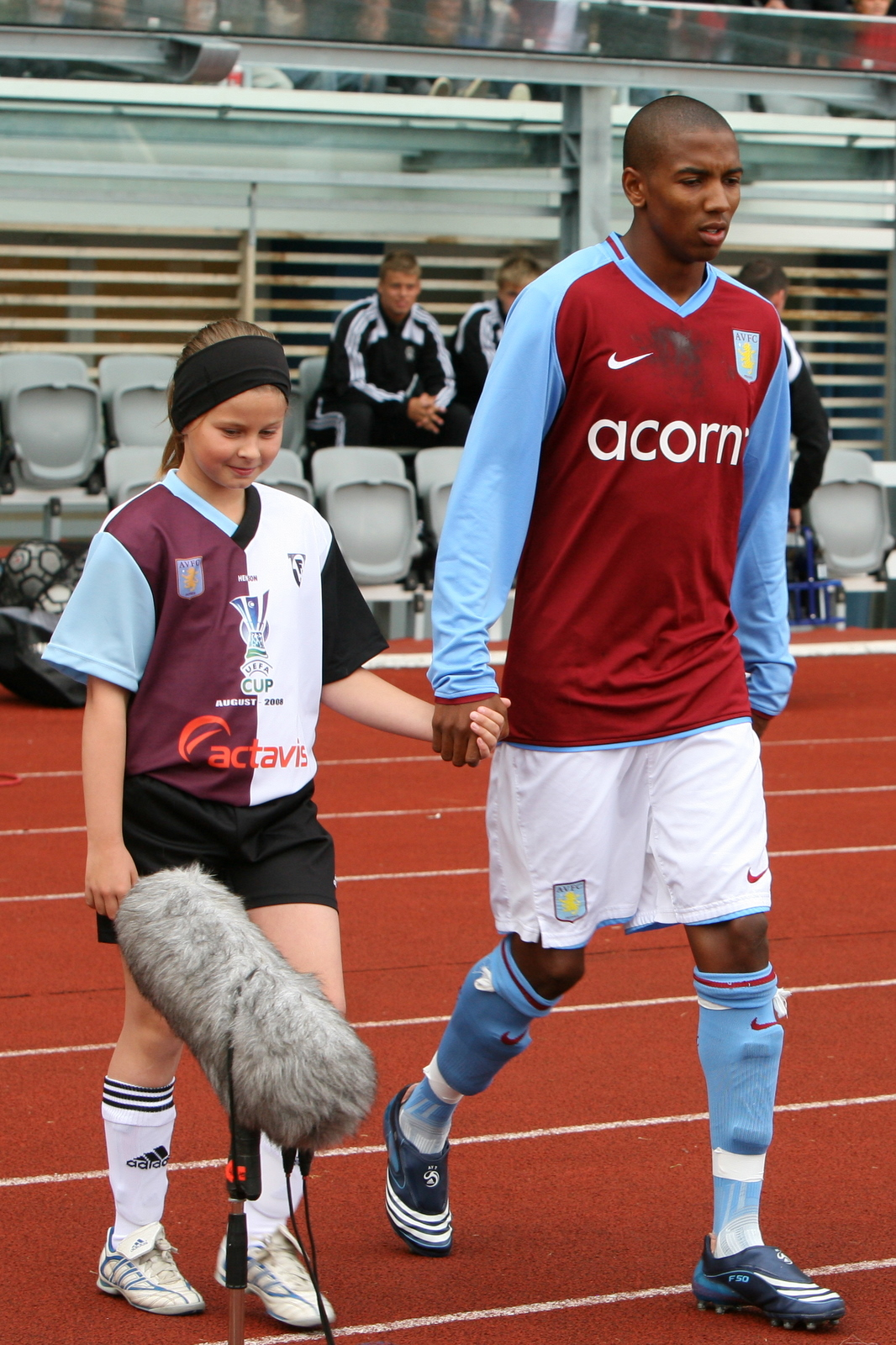
Янг выходит на поле перед матчем Кубка УЕФА в августе 2008 года

18 января 2007 года «Астон Вилла» согласовала условия рекордного для клуба трансфера Янга суммой £8 млн (с учётом дополнительных платежей эта сумма составила £9,65 млн). После переговоров по условиям личного контракта футболиста был подписан контракт с игроком. 21 января Янг прошёл медицинское обследование, а 23 января официально стал игроком «Астон Виллы». Янгу удалось забить гол в своём дебютном матче за «Виллу», который состоялся 31 января на «Сент-Джеймс Парк» против «Ньюкасл Юнайтед». Несмотря на это, «Вилла» проиграла матч со счётом 3:1. Янг уверенно начал сезон 2007/08, признаваясь несколько раз «игроком матча». Прогресс молодого футболиста не остался незамеченным, и Янг получил вызов в сборную Англии.
20 апреля 2008 года Эшли Янг забил 2 мяча и сделал 2 голевые передачи в бирмингемском дерби против «Бирмингем Сити» на «Вилла Парк», в котором «Астон Вилла» одержала уверенную победу со счётом 5:1. Он также забил победный гол в ворота датского «Оденсе» в домашнем матче 3-го раунда Кубка Интертото.
В сезоне 2007/08 Янг занял второе место после Сеска Фабрегаса по голевым передачам в чемпионате, имея на своём счету 17 голевых передач. Он был включён в символическую «команду года» по версии ПФА, став вторым игроком, наряду с вратарём «Портсмута» Дэвидом Джеймсом, который вошёл в её состав, не выступая за клуб «большой четвёрки» («Манчестер Юнайтед», «Челси», «Арсенал» и «Ливерпуль»). Эшли Янг получил признание благодаря своим скоростным качествам, исполнению стандартных положений, хорошему пасу и удару.
10 октября 2008 года Эшли Янг получил награду «Игрок месяца английской Премьер-лиги» во второй раз в своей карьере (первый раз он получил её в апреле 2008 года). 4 ноября 2008 года Янг подписал новый четырёхлетний контракт с «Виллой» до 2012 года. 10 января 2009 года Янг в третий раз получил награду «Игрок месяца» за свои выступления в декабре 2008 года, а тренер «Астон Виллы» Мартин О’Нил выиграл награду «Тренер месяца». Таким образом, Янг стал первым игроком в истории, выигравшим 3 награды «Игрок месяца» за один год. В матче против «Сандерленда» 18 января 2009 года Янг был удалён за удар двумя ногами Дина Уайтхеда.
24 августа 2009 года Эшли Янг забил пенальти в матче против «Ливерпуля» на «Энфилде»; «Астон Вилла» одержала в этом матче победу со счётом 3:1. 27 августа он не смог реализовать пенальти в матче Лиги Европы против венского «Рапида». В первом тайме матча Янг заработал два пенальти для своей команды (один он не забил, а второй реализовал Джеймс Милнер), но «Астон Вилла» выбыла из турнира по правилу гола, забитого на чужом поле.
В сезоне 2010/11 Эшли Янг стал вице-капитаном «Астон Виллы» и начал выступать в новой для себя роли оттянутого форварда, что позволяло ему перемещаться с фланга на фланг, а также действовать в центре атаки. Свой первый гол в сезоне 2010/11 Янг забил прямым ударом со штрафного в матче против «Болтона» 18 сентября 2010 года. Всего в сезоне он провёл 39 матчей за «Виллу» во всех турнирах, забив 9 голов и сделав 14 голевых передач.

### «Манчестер Юнайтед»

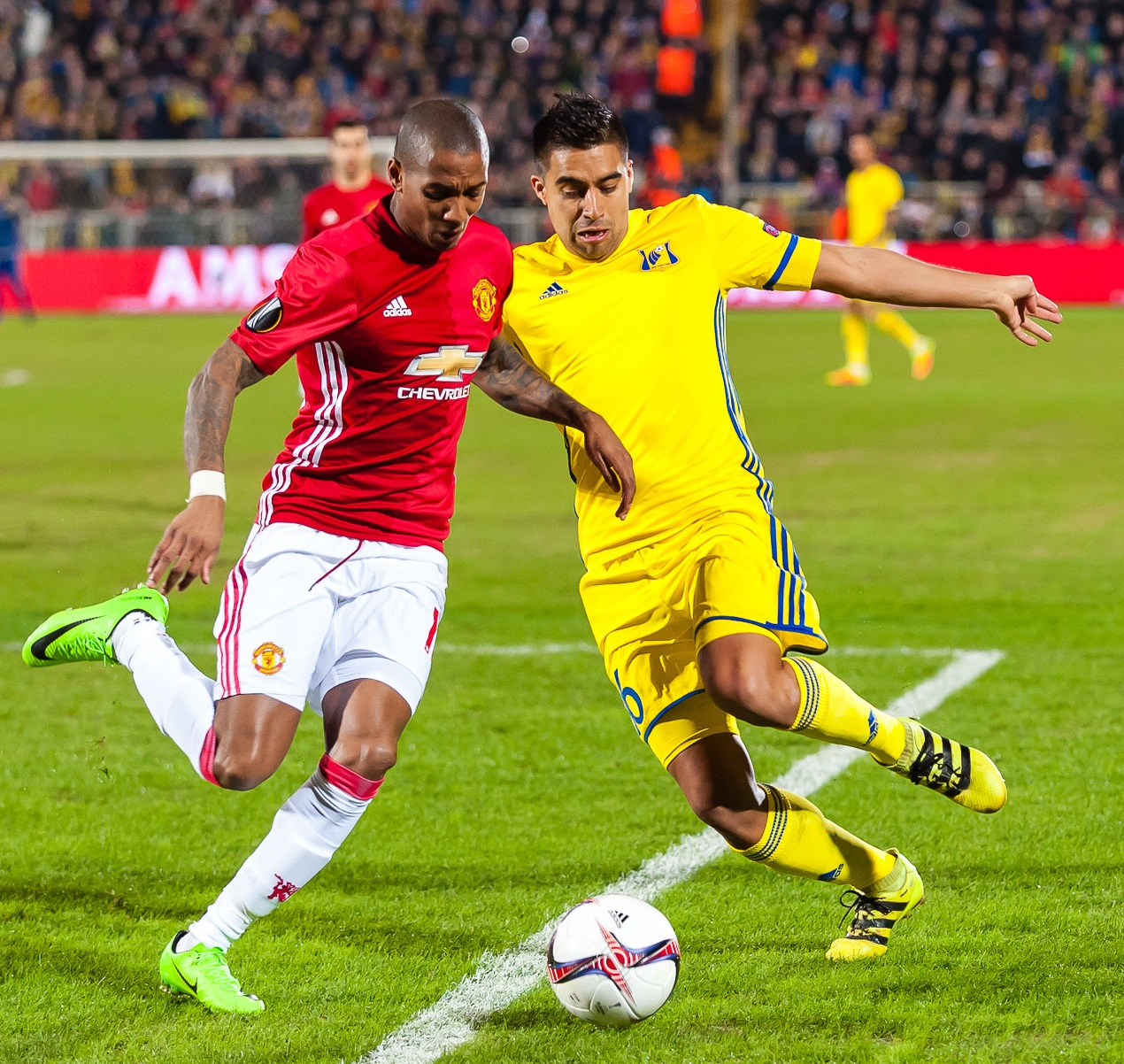
Янг в матче Лиги Европы в марте 2017 года

23 июня 2011 года «Манчестер Юнайтед» объявил о подписании контракта с Янгом сроком на 5 лет. Сумма трансфера составила, по некоторым данным, £17 млн. 13 июля дебютировал за клуб в товарищеском матче против «Нью-Ингланд Революшн». 7 августа сыграл свой первый официальный матч за клуб в Суперкубке Англии против «Манчестер Сити». 28 августа Янг впервые забил за «Юнайтед» в официальной игре, сделав «дубль» в ворота «Арсенала» в матче на «Олд Траффорд», который завершился со счётом 8:2 в пользу «Манчестер Юнайтед».
В августе 2015 года Янг подписал с клубом новый контракт до июня 2018 года с опцией продления ещё на год.
В феврале 2019 года Янг подписал новый контракт с «Манчестер Юнайтед» до 2020 года. Он был назначен капитаном клуба «Юнайтед» в августе 2019 года.
Свой последний гол за «Манчестер Юнайтед» Янг забил 12 декабря 2019 года в матче с «АЗ Алкмар» на групповом этапе Лиги Европы.

### «Интернационале»
17 января 2020 года «Интернационале» объявил о подписании контракта с Эшли Янгом сроком на один год. Он стал одним из трёх бывших игроков Премьер-лиги, подписавших контракт с миланским «Интером» на протяжении трансферного окна, вскоре после этого к клубу присоединились Виктор Мозес и Кристиан Эриксен. В своей первой игре за клуб Янг отдал результативную передачу Лаутаро Мартинесу в матче против «Кальяри», который завершился со счётом 1:1. Он забил свой первый гол за клуб 16 февраля в матче с «Лацио».
В апреле 2020 года клуб объявил о продлении соглашения с игроком сроком до июня 2021 года..
В октябре 2020 игрок получил положительный результат теста на коронавирус и выбыл на некоторое время.

### Возвращение в «Астон Виллу»
В июне 2021 года вернулся в «Астон Виллу». За клуб из Бирмингема выступал на протяжении двух сезонов и за это время принял участие 57 матчах во всех турнирах. Единственный гол за «Астон Виллу» после возвращения забил 10 октября 2022 года в матче против «Ноттингем Форест».

### «Эвертон»
13 июля 2023 года на правах свободного агента перешёл в «Эвертон», с которым подписал контракт по схеме «1+1». После завершения сезоне 2023/24, в котором Янг принял участие в 34 матчах «Эвертона», клуб активировал опцию продления контракта футболиста ещё на один сезон. 17 мая 2025 года «Эвертон» официально подтвердил, что Янг покинет клуб после завершения сезона 2024/25. Всего за 2 года сыграл в 70 матчах за мерсисайдский клуб, в которых отметился двумя забитыми голами.

### «Ипсвич Таун»
23 июля 2025 года подписал контракт на один год с клубом «Ипсвич Таун».

## Карьера в сборной

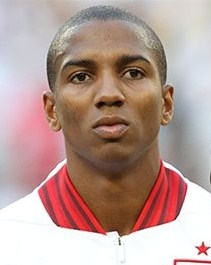
Янг в составе сборной Англии

31 августа 2007 года Стив Макларен включил Янга в состав национальной сборной на матчи против сборной России и сборной Израиля на отборочные матчи к Евро-2008. После этого Янг был вновь вызван на отборочные матчи против сборной Эстонии и сборной России. 16 ноября 2007 года Янг впервые вышел на поле за основную сборную Англии, выйдя на замену в товарищеском матче против сборной Австрии.
12 октября 2010 года Янг впервые вышел в стартовом составе сборной Англии на матч против сборной Черногории. 9 февраля 2011 года он забил свой первый мяч за национальную команду в матче против сборной Дании, который стал в этой встрече победным. 4 июня 2011 Янг забил свой второй гол за сборную в матче против сборной Швейцарии, заменив Фрэнка Лэмпарда после перерыва; матч завершился со счётом 2:2. Был включён в заявку на Евро-2012, где сыграл все матчи своей сборной, а в четвертьфинальном матче со сборной Италии в серии пенальти не смог реализовать свой удар, а англичане покинули турнир.

## Достижения

### Командные
«Уотфорд»
- Победитель плей-офф Чемпионата Футбольной лиги: 2005/06

«Манчестер Юнайтед»
- Чемпион английской Премьер-лиги: 2012/13
- Обладатель Кубка Англии: 2015/16
- Обладатель Кубка Футбольной лиги: 2016/17
- Обладатель Суперкубка Англии: 2011
- Победитель Лиги Европы: 2016/17

«Интернационале»
- Чемпион Серии А: 2020/21

### Личные
- Молодой футболист сезона в «Уотфорде»: 2004/05
- Включён в «команду года» по версии ПФА (3): 2005/06 (Чемпионшип), 2007/08, 2008/09 (Премьер-лига)
- Игрок месяца английской Премьер-лиги (3): апрель 2008, сентябрь 2008, декабрь 2008
- Молодой игрок года по версии ПФА: 2009

## Статистика выступлений

### Клубная карьера
| Выступление       | Выступление      | Выступление      | Лига | Лига | Кубок | Кубок | Кубок лиги | Кубок лиги | Еврокубки | Еврокубки | Прочие | Прочие | Итого | Итого |
| Клуб              | Лига             | Сезон            | Игры | Голы | Игры  | Голы  | Игры       | Голы       | Игры      | Голы      | Игры   | Голы   | Игры  | Голы  |
| ----------------- | ---------------- | ---------------- | ---- | ---- | ----- | ----- | ---------- | ---------- | --------- | --------- | ------ | ------ | ----- | ----- |
| Уотфорд           | Первый дивизион  | 2003/04          | 5    | 3    | 0     | 0     | 1          | 0          | 0         | 0         | 0      | 0      | 6     | 3     |
| Уотфорд           | Чемпионшип       | 2004/05          | 34   | 0    | 0     | 0     | 4          | 0          | 0         | 0         | 0      | 0      | 38    | 0     |
| Уотфорд           | Чемпионшип       | 2005/06          | 39   | 13   | 0     | 0     | 1          | 1          | 0         | 0         | 3      | 1      | 43    | 15    |
| Уотфорд           | Премьер-лига     | 2006/07          | 20   | 3    | 1     | 0     | 2          | 1          | 0         | 0         | 0      | 0      | 23    | 4     |
| Уотфорд           | Итого            | Итого            | 98   | 19   | 1     | 0     | 8          | 2          | 0         | 0         | 3      | 1      | 110   | 22    |
| Астон Вилла       | Премьер-лига     | 2006/07          | 13   | 2    | 0     | 0     | 0          | 0          | 0         | 0         | 0      | 0      | 13    | 2     |
| Астон Вилла       | Премьер-лига     | 2007/08          | 37   | 9    | 1     | 0     | 1          | 0          | 0         | 0         | 0      | 0      | 39    | 9     |
| Астон Вилла       | Премьер-лига     | 2008/09          | 36   | 7    | 3     | 0     | 1          | 0          | 8         | 2         | 0      | 0      | 48    | 9     |
| Астон Вилла       | Премьер-лига     | 2009/10          | 37   | 5    | 6     | 2     | 5          | 2          | 2         | 0         | 0      | 0      | 50    | 9     |
| Астон Вилла       | Премьер-лига     | 2010/11          | 34   | 7    | 2     | 0     | 3          | 2          | 1         | 0         | 0      | 0      | 40    | 9     |
| Астон Вилла       | Итого            | Итого            | 157  | 30   | 12    | 2     | 10         | 4          | 11        | 2         | 0      | 0      | 190   | 38    |
| Манчестер Юнайтед | Премьер-лига     | 2011/12          | 25   | 6    | 0     | 0     | 0          | 0          | 7         | 2         | 1      | 0      | 33    | 8     |
| Манчестер Юнайтед | Премьер-лига     | 2012/13          | 19   | 0    | 2     | 0     | 0          | 0          | 2         | 0         | 0      | 0      | 23    | 0     |
| Манчестер Юнайтед | Премьер-лига     | 2013/14          | 20   | 2    | 0     | 0     | 2          | 1          | 8         | 0         | 0      | 0      | 30    | 3     |
| Манчестер Юнайтед | Премьер-лига     | 2014/15          | 26   | 2    | 3     | 0     | 0          | 0          | 0         | 0         | 0      | 0      | 29    | 2     |
| Манчестер Юнайтед | Премьер-лига     | 2015/16          | 18   | 1    | 1     | 0     | 2          | 0          | 5         | 0         | 0      | 0      | 26    | 1     |
| Манчестер Юнайтед | Премьер-лига     | 2016/17          | 12   | 0    | 3     | 0     | 1          | 0          | 7         | 0         | 0      | 0      | 23    | 0     |
| Манчестер Юнайтед | Премьер-лига     | 2017/18          | 30   | 2    | 4     | 0     | 0          | 0          | 4         | 0         | 0      | 0      | 38    | 2     |
| Манчестер Юнайтед | Премьер-лига     | 2018/19          | 30   | 2    | 3     | 0     | 1          | 0          | 7         | 0         | 0      | 0      | 41    | 2     |
| Манчестер Юнайтед | Премьер-лига     | 2019/20          | 12   | 0    | 1     | 0     | 2          | 0          | 3         | 1         | 0      | 0      | 18    | 1     |
| Манчестер Юнайтед | Итого            | Итого            | 192  | 15   | 17    | 0     | 8          | 1          | 43        | 3         | 1      | 0      | 261   | 19    |
| Интернационале    | Серия А          | 2019/20          | 18   | 4    | 2     | 0     | 0          | 0          | 5         | 0         | 0      | 0      | 25    | 4     |
| Интернационале    | Серия А          | 2020/21          | 26   | 1    | 3     | 0     | 0          | 0          | 5         | 0         | 0      | 0      | 34    | 1     |
| Интернационале    | Итого            | Итого            | 44   | 5    | 5     | 0     | 0          | 0          | 10        | 0         | 0      | 0      | 59    | 5     |
| Астон Вилла       | Премьер-лига     | 2021/22          | 24   | 0    | 0     | 0     | 1          | 0          | 0         | 0         | 0      | 0      | 25    | 0     |
| Астон Вилла       | Премьер-лига     | 2022/23          | 29   | 1    | 1     | 0     | 2          | 0          | 0         | 0         | 0      | 0      | 32    | 1     |
| Астон Вилла       | Итого            | Итого            | 53   | 1    | 1     | 0     | 3          | 0          | 0         | 0         | 0      | 0      | 57    | 1     |
| Эвертон           | Премьер-лига     | 2023/24          | 31   | 0    | 0     | 0     | 3          | 1          | 0         | 0         | 0      | 0      | 34    | 1     |
| Эвертон           | Премьер-лига     | 2024/25          | 32   | 1    | 2     | 0     | 2          | 0          | 0         | 0         | 0      | 0      | 36    | 1     |
| Эвертон           | Итого            | Итого            | 63   | 1    | 2     | 0     | 5          | 1          | 0         | 0         | 0      | 0      | 70    | 2     |
| Ипсвич Таун       | Чемпионшип       | 2025/26          | 1    | 0    | 0     | 0     | 0          | 0          | 0         | 0         | 0      | 0      | 1     | 0     |
| Ипсвич Таун       | Итого            | Итого            | 1    | 0    | 0     | 0     | 0          | 0          | 0         | 0         | 0      | 0      | 1     | 0     |
| Всего за карьеру  | Всего за карьеру | Всего за карьеру | 608  | 71   | 38    | 2     | 34         | 8          | 64        | 5         | 4      | 1      | 748   | 87    |

### Выступления за сборную
| Сборная          | Сезон            | Товарищеские | Товарищеские | Официальные | Официальные | Итого | Итого |
| Сборная          | Сезон            | Игры         | Голы         | Игры        | Голы        | Игры  | Голы  |
| ---------------- | ---------------- | ------------ | ------------ | ----------- | ----------- | ----- | ----- |
| Англия           |                  |              |              |             |             |       |       |
| 2007             | 1                | 0            | 0            | 0           | 1           | 0     |       |
| 2008             | 3                | 0            | 0            | 0           | 3           | 0     |       |
| 2009             | 2                | 0            | 1            | 0           | 3           | 0     |       |
| 2010             | 2                | 0            | 2            | 0           | 4           | 0     |       |
| 2011             | 2                | 1            | 5            | 3           | 7           | 4     |       |
| 2012             | 5                | 2            | 4            | 0           | 9           | 2     |       |
| 2013             | 0                | 0            | 3            | 1           | 3           | 1     |       |
| 2017             | 1                | 0            | 0            | 0           | 1           | 0     |       |
| 2018             | 3                | 0            | 5            | 0           | 8           | 0     |       |
| Всего за карьеру | Всего за карьеру | 19           | 3            | 20          | 4           | 39    | 7     |

### Матчи за сборную
| Матчи и голы Эшли Янга за сборную Англии | Матчи и голы Эшли Янга за сборную Англии | Матчи и голы Эшли Янга за сборную Англии | Матчи и голы Эшли Янга за сборную Англии | Матчи и голы Эшли Янга за сборную Англии | Матчи и голы Эшли Янга за сборную Англии | Матчи и голы Эшли Янга за сборную Англии |
| №                                        | Дата                                     | Соперник                                 | Стадион                                  | Счёт                                     | Голы Янга                                | Турнир                                   |
| ---------------------------------------- | ---------------------------------------- | ---------------------------------------- | ---------------------------------------- | ---------------------------------------- | ---------------------------------------- | ---------------------------------------- |
| 1                                        | 16 ноября 2007                           | Австралия                                | Эрнст Хаппель                            | 1:0                                      |                                          | Товарищеский матч                        |
| 2                                        | 6 февраля 2008                           | Швейцария                                | Уэмбли                                   | 2:1                                      |                                          | Товарищеский матч                        |
| 3                                        | 1 июня 2008                              | Тринидад и Тобаго                        | Стадион Хэсли Кроуфорда                  | 3:0                                      |                                          | Товарищеский матч                        |
| 4                                        | 19 ноября 2008                           | Германия                                 | Олимпийский стадион                      | 2:1                                      |                                          | Товарищеский матч                        |
| 5                                        | 10 июня 2009                             | Андорра                                  | Уэмбли                                   | 6:0                                      |                                          | Отборочные матчи ЧМ-2010                 |
| 6                                        | 12 августа 2009                          | Нидерланды                               | Амстердам АренА                          | 2:2                                      |                                          | Товарищеский матч                        |
| 7                                        | 14 ноября 2009                           | Бразилия                                 | Халифа                                   | 0:1                                      |                                          | Товарищеский матч                        |
| 8                                        | 11 августа 2010                          | Венгрия                                  | Уэмбли                                   | 2:1                                      |                                          | Товарищеский матч                        |
| 9                                        | 3 сентября 2010                          | Болгария                                 | Уэмбли                                   | 4:0                                      |                                          | Отборочные матчи ЧЕ-2012                 |
| 10                                       | 12 октября 2010                          | Черногория                               | Уэмбли                                   | 0:0                                      |                                          | Отборочные матчи ЧЕ-2012                 |
| 11                                       | 17 ноября 2010                           | Франция                                  | Уэмбли                                   | 1:2                                      |                                          | Товарищеский матч                        |
| 12                                       | 9 февраля 2011                           | Дания                                    | Паркен                                   | 2:1                                      | 68′                                      | Товарищеский матч                        |
| 13                                       | 26 марта 2011                            | Уэльс                                    | Миллениум                                | 2:0                                      |                                          | Отборочные матчи ЧЕ-2012                 |
| 14                                       | 29 марта 2011                            | Гана                                     | Уэмбли                                   | 1:1                                      |                                          | Товарищеский матч                        |
| 15                                       | 4 июня 2011                              | Швейцария                                | Уэмбли                                   | 2:2                                      | 51′                                      | Отборочные матчи ЧЕ-2012                 |
| 16                                       | 2 сентября 2011                          | Болгария                                 | Васил Левски                             | 3:0                                      |                                          | Отборочные матчи ЧЕ-2012                 |
| 17                                       | 6 сентября 2011                          | Уэльс                                    | Уэмбли                                   | 1:0                                      | 35′                                      | Отборочные матчи ЧЕ-2012                 |
| 18                                       | 7 октября 2011                           | Черногория                               | Под Горицом                              | 2:2                                      | 10′                                      | Отборочные матчи ЧЕ-2012                 |
| 19                                       | 29 февраля 2012                          | Нидерланды                               | Уэмбли                                   | 2:3                                      | 90′                                      | Товарищеский матч                        |
| 20                                       | 26 мая 2012                              | Норвегия                                 | Уллевол                                  | 1:0                                      | 9′                                       | Товарищеский матч                        |
| 21                                       | 2 июня 2012                              | Бельгия                                  | Уэмбли                                   | 1:0                                      |                                          | Товарищеский матч                        |
| 22                                       | 11 июня 2012                             | Франция                                  | Донбасс Арена                            | 1:1                                      |                                          | Финальные матчи ЧЕ-2012                  |
| 23                                       | 15 июня 2012                             | Швеция                                   | Олимпийский                              | 3:2                                      |                                          | Финальные матчи ЧЕ-2012                  |
| 24                                       | 19 июня 2012                             | Украина                                  | Донбасс Арена                            | 1:0                                      |                                          | Финальные матчи ЧЕ-2012                  |
| 25                                       | 24 июня 2012                             | Италия                                   | Олимпийский                              | 0:0                                      |                                          | Финальные матчи ЧЕ-2012                  |
| 26                                       | 15 августа 2012                          | Италия                                   | Уэмбли                                   | 2:1                                      |                                          | Товарищеский матч                        |
| 27                                       | 14 ноября 2012                           | Швеция                                   | Френдс Арена                             | 2:4                                      |                                          | Товарищеский матч                        |
| 28                                       | 22 марта 2013                            | Сан-Марино                               | Олимпийский стадион                      | 8:0                                      | 39′                                      | Отборочные матчи ЧМ-2014                 |
| 29                                       | 26 марта 2013                            | Черногория                               | Под Горицом                              | 1:1                                      |                                          | Отборочные матчи ЧМ-2014                 |
| 30                                       | 10 сентября 2013                         | Украина                                  | Олимпийский                              | 0:0                                      |                                          | Отборочные матчи ЧМ-2014                 |
| 31                                       | 14 ноября 2017                           | Бразилия                                 | Уэмбли                                   | 0:0                                      |                                          | Товарищеский матч                        |
| 32                                       | 23 марта 2018                            | Нидерланды                               | Амстердам АренА                          | 1:0                                      |                                          | Товарищеский матч                        |
| 33                                       | 27 марта 2018                            | Италия                                   | Уэмбли                                   | 1:1                                      |                                          | Товарищеский матч                        |
| 34                                       | 2 июня 2018                              | Нигерия                                  | Уэмбли                                   | 2:1                                      |                                          | Товарищеский матч                        |
| 35                                       | 18 июня 2018                             | Тунис                                    | Волгоград Арена                          | 2:1                                      |                                          | Финальные матчи ЧМ-2018                  |
| 36                                       | 24 июня 2018                             | Панама                                   | Нижний Новгород                          | 6:1                                      |                                          | Финальные матчи ЧМ-2018                  |
| 37                                       | 3 июля 2018                              | Колумбия                                 | Открытие Арена                           | 1:1                                      |                                          | Финальные матчи ЧМ-2018                  |
| 38                                       | 7 июля 2018                              | Швеция                                   | Космос Арена                             | 2:0                                      |                                          | Финальные матчи ЧМ-2018                  |
| 39                                       | 11 июля 2018                             | Хорватия                                 | Лужники                                  | 1:2                                      |                                          | Финальные матчи ЧМ-2018                  |

Итого: 39 матчей / 7 голов; 22 победы, 12 ничьих, 5 поражений.

## Семья и личная жизнь
Янг родился в Стивенидже, Хартфордшир. У него есть старший брат и два младших брата, играющих в футбол, Льюис, дебютировавший за «Уотфорд» в 2008 году, и Кайл, который в апреле 2009 года тренировался в академии «Арсенала». Янг учился в школе имени Джона Генри Ньюмана в Стивенидже и играл в школьный футбол вместе с гонщиком Формулы-1 Льюисом Хэмилтоном, который учился там в то же время. Ямайский отец Янга поддерживает «Тоттенхэм Хотспур», в то время как сам Янг, как и его старший брат, поддерживает «Арсенал». Его героем и «образцом для подражания на поле и за его пределами» был Иан Райт.
Вместе со своей девушкой Никки Пайк воспитывает сына Тайлера Джея (род. 15.08.2006) и дочь Эллеэну Руби (род. 03.08.2009).